# Râul Strugariu
Râul Strugariu este un curs de apă, afluent al Râușorului. 

## Hărți
- Harta Munților Retezat  Arhivat în 10 iulie 2012, la Wayback Machine.
- Harta județului Hunedoara